# وفاة هوغو تشافيز
أعلن رسميا عن وفاة هوغو تشافيز الرئيس السابق لفنزويلا عن عمر يناهز 58 سنة يوم الثلاثاء 5 مارس 2013 بعد صراع مرير مع مرض السرطان. في بيان أذيع عبر التلفزيون، أعلن نائبه نيكولاس مادورو أنه توفي في مستشفى عسكري بالعاصمة كراكاس في الساعة 4.25 عصرا بالتوقيت المحلي، وقال إن خبر الوفاة هو الأقسى على الفنزويليين. وتم بموجبه إختيار رئيس جديد للبلاد خلال 30 يوما حسب الدستور الفنزويلي. وقال وزير الخارجية إلياس خاوا إن مادورو سيتولى الرئاسة مؤقتا، على أن تُجرى انتخابات رئاسية خلال شهر. يذكر أن تشافيز وصل إلى كرسي الحكم عام 1998 عن طريق انتخابات رئاسية وثم استطاع أن يفوز بها مرتين متتاليتين في سنة 2000 و2006. وفاز بولايته الرابعة في سنة 2012.

## وفاته
أعلن نيكولاس مادورو خبر وفاة تشافيز عبر التلفزيون الفنزويلي وقال توفي تشافيز بعد صراع مع المرض دام لعامين. نائب الرئيس مادورو وأنصار تشافيز يعتقدون بوجود مؤامرة وراء مرضه الذي أدى لموته. قال نيكولاس مادورو ن شافيز قد توفي بعد أن صارع المرض لمدة عامين وإنه لا شك لديه بأن مرض السرطان الذي عانى منه شافيز منذ عام 2011 قد نجم عن «السياسات السيئة لأعداء فنزويلا».
مئات من الناس أغرقت شوارع العاصمة كراكاس. عمت شوارع العاصمة بالناس الباكية والنساء الصارخة المتجهة لقصر ميلوفرانس. ترك الناس العمل لهذا اليوم عند سماع الأخبار، وأغلقت المتاجر والمكاتب، وتركت السيارات والحافلات في الشوارع المزدحمة.

## الجنازة الرسمية
أعلن إلياس خاوا وزير الخارجية الفنزويلي حداد عام لسبعة أيام. وقال وزير الخارجية سيتم نقل جثمان شافيز إلى الأكاديمية العسكرية في كراكاس يوم 6 مارس، حيث سيبقى لمدة ثلاثة أيام هناك. ومن المقرر أن جنازة رسمية لشافيز ستعقد في كراكاس في 8 مارس.
وقال خاوا إن «تقبل التعازي ومراسم التشييع ستتم في كنسية الأكاديمية العسكرية أيام الأربعاء والخميس والجمعة» ولكنه لم يوضح مكان دفن تشافيز.

### الحاضرون

#### الرؤساء
- رئيس جمهورية الأرجنتين، كريستينا فرنانديز دي كيرشنر
- رئيس جمهورية بيلاروسيا ألكسندر لوكاشينكو[11]
- رئيس جمهورية بوليفيا، إيفو مورالس
- رئيس جمهورية البرازيل، ديلما روسيف
- رئيس جمهورية تشيلي، سبستيان بنييرا
- رئيس جمهورية كولومبيا، خوان مانويل سانتوس[12]
- رئيس جمهورية كوبا، راؤول كاسترو
- رئيس جمهورية الدومينيكان، دانيلو ميدينا
- رئيس جمهورية الإكوادور، رفاييل كوريا
- رئيس جمهورية السلفادور، موريسيو فونيس
- رئيس جمهورية غواتيمالا، أوتو بيريز مولينا
- رئيس جمهورية هايتي، ميشال مارتيلي
- رئيس جمهورية إيران، محمود أحمدي نجاد
- رئيس جمهورية المكسيك، إنريكه بينيا نييتو
- رئيس جمهورية نيكاراغوا، دانييل أورتيغا[13]
- رئيس جمهورية بنما، ريكاردو مارتينيلي
- رئيس جمهورية بيرو، أويانتا هومالا
- رئيس جمهورية سورينام، ديزي بوترس
- رئيس جمهورية أوروغواي، خوزيه موخيكا[14]

#### أخرون
- رئيس وزراء مقاطعات وأقاليم ما وراء البحار الفرنسية، Victorin Lurel
- رئيس المجلس الإقليمي للغوادلوب، Josette Borel-Lincertin
- ولي عهد إسبانيا، فيليبي أمير أستورياس[15]
- عضو الكونغرس السابق لماساتشوستس، وليام ديلاهانت
- ممثلة الولايات المتحدة الأمريكية من نيويورك، غريغوري ميكس
- الدبلوماسي الأميركي جيمس ديرهام.[15]
- غوستافو بيترو عمدة بوغوتا
- وزير خارجية كولومبيا، ماريا أنجيلا هولغوين
- عضو الكونغرس السابق لكولومبيا، بيداد كوردوبا  [لغات أخرى]‏
- الممثل الأمريكي، شون بن
- الناشط الأمريكي، جيسي جاكسون[16]
- الرئيس البرازيلي السابق، لويس إيناسيو لولا دا سيلفا
- السيدة الأولى لنيكاراغوا، روزاريو موريلو
- رئيس الوزراء الكندي السابق جان كريتيان
- 20px محمد العربي ولد خليفة رئيس مجلس النواب الجزائري مبعوث الرئيس بوتفليقة.

## ردود فعل دولية
فنزويلا أعلنت الحكومة الفنزويلية الحداد 7 أيام، وإقامة مراسم الجنازة يوم الجمعة، كما نشرت الجيش وقوات الشرطة في البلاد من أجل «ضمان السلام» بعد الإعلان عن وفاة الرئيس.وقال نائب الرئيس نيكولاس مادورو في بيان إلى كل وسائل الإعلام في البلاد إن «كل القوات الوطنية المسلحة البوليفارية والشرطة الوطنية البوليفارية تنتشر في هذا الوقت لمواكبة وحماية شعبنا وضمان السلام».
 كولومبيا أعربت كولومبيا عن «حزنها العميق» لوفاة الرئيس الفنزويلي هوغو تشافيز بعد صراع مع السرطان، مذكرة بأنه قدم دعماً مهماً لعملية السلام مع متمردي حركة فارك. وقالت وزيرة الخارجية الكولومبية ماريا انغيلا هولغوين في بيان «نشعر بحزن عميق. لقد عملنا بشكل جيد مع الرئيس تشافيز. اعتقد ان هذا الامر كان خلال العامين الماضيين علاقة جيدة ولقد تقدمنا كثيراً». وأضافت أن الرئيس تشافيز قدم «دعماً مهماً جداً لمسيرتنا السلمية»، مضيفة «فليرقد بسلام لأنه عانى من مرض طويل وعضال». أبدى رئيس كولومبيا خوان مانويل سانتوس أسفه العميق، مذكّرا بالوساطة التي قام بها شافيز بين الحكومة الكولومبية وجبهة «فارك» اليسارية الكولومبية المتمردة.
 الولايات المتحدة أعلن الرئيس الأمريكي باراك أوباما أن الولايات المتحدة تدعم الفنزويليين بعد وفاة رئيسهم تشافيز، وأعرب عن الامل في اقامة «علاقات بناءة» مع الحكومة الفنزويلية الجديدة في «فصل جديد» من تاريخها. وقال أوباما «في هذه اللحظة الصعبة بعد وفاة الرئيس هوغو تشافيز، تجدد الولايات المتحدة دعمها للفنزويليين ولمصلحتها في تطوير علاقات بناءة مع الحكومة الفنزويلية».

أصدر جيمي كارتر الرئيس السابق لولايات المتحدة بيانا قال فيه ان تشافيز سيذكر لشجاعته في التعبير عن الاستقلال في أمريكا اللاتينية«. وأضاف كارتر:» على الرغم من أننا لم نتفق مع جميع أساليب حكومة هوغو تشافيز، ولكن لم نشك عن التزامه في تحسين حياة الملايين من شعبه.
 فرنسا عزّت الرئاسة الفرنسية من جهتها الفنزويليين، وقالت إن شافيز ترك أثرا عميقا في بلاده 
 تونس أعلن حزب حركة النهضة، الحزب الحاكم في تونس عن تضامنه مع الشعب الفنزويلي ودعمها وتعازيها له في بيان رسمي عن رئاسة الحزب والأتي نصه:توفي يوم أمس الثلاثاء 5 مارس 2013 المناضل الكبير ورجل الدولة المحبوب «هوغو تشافير» بعد صراع مرير مع المرض. وبهذه المناسبة الاليمة تتقدم حركة النهضة باحر التعازي للشعب الفنزويلي الصديق وأحرار العالم في فقد رجل من أفذاذ هذا العصر الذين وقفوا إلى جانب قضايا الحق والعدل والحرية على رأسها القضية الفلسطينية. وكما أستقبل رئيس حركة النهضة سفير دولة فنزويلا في تونس وأبلغه تعازيه للشعب الفنزويلي.. 

و كذلك أعلنت رئاسة الجمهورية التونسية في بيان رسمي لها أن رئيس الجهورية التونسية ""عبر عن بالغ تعازيه لأسرته ولشعبه بهذا المصاب الجلل"" وكذلك أشاد رئيس الجمهورية ""بدوره البارز في إرساء سياسة اجتماعية أكثر عدالة في بلاده وانتصاره لقضايا شعبه الرئيسية وخاصة في معركته ضد الفقر والتهميش، معتبرا أنّ التاريخ سيذكر خصال الرئيس الراحل واسهاماته في تحقيق التكامل والاندماج بين دول أمريكا اللاتينية ودفاعه الثابت عن القضية الفلسطينية"". 
 البرازيل قالت رئيسة البرازيل ديلما روسيف إن وفاة شافيز خسارة لا تعوض، ووصفته بأنه صديق للشعب البرازيلي وأميركي لاتيني عظيم.

قال الرئيس السابق لولا داسيلفا إن شافيز كان يناضل من أجل عالم أكثر عدالة.
 بوليفيا عبر الرئيس البوليفي إيفو موراليس عن صدمته لوفاة صديقه، وقال إنه سيتوجه قريبا إلى فنزويلا.
 الإكوادور في الإكوادور التي يرأسها رافائيل كوريّا -وهو يساري حليف لشافيز- أبدت الحكومة حزنها لوفاة الرئيس الفنزويلي، ووصفته بالقائد التاريخي.
 نيكاراغوا قالت نيكاراغوا التي أشرف رئيسها دانيال أورتيغا على حفل لتأبين شافيز، إن أمثال الرئيس الفنزويلي الراحل لا يموتون.
 تشيلي أشاد رئيس تشيلي سيباستيان بينيرا بجهود شافيز لتوحيد أميركا اللاتينية.
 كوبا في كوبا -وهي حليف آخر لفنزويلا- قطع التلفزيون الرسمي برامجه العادية، وبث صورا لشافيز وردود الأفعال على وفاته.
 إيران جمهورية إيران الإسلامية أعلنت يوم الأربعاء 6 مارس 2013 حداد عام على وفاة هوغو تشافيز. محمود أحمدي نجاد أعلن الحداد علي وفاة تشافيز التي وصفها «المشبوهة» ووضف تشافيز «شهيدا للحفاظ على القيم الإنسانية والثورية».أعلن الرئيس نجاد نيته لحضور جنازة هوغو تشافيز.
 الجزائر بعث الرئيس الجزائري عبد العزيز بوتفليقة برسالة تعزية واصفا تشافيز بالصديق الذي قاوم حتى النهاية.
.